# Lijst van afleveringen van Weeds
Dit is een lijst met afleveringen van de Amerikaanse televisieserie Weeds. De serie telt 8 seizoenen. Een overzicht van alle afleveringen is hieronder te vinden.

## Seizoen 1
| Nr. | Uitzenddatum VS   | Titel aflevering        |
| --- | ----------------- | ----------------------- |
| 0   | 1 augustus 2005   | Suburban Shakedown      |
| 1   | 7 augustus 2005   | You Can't Miss the Bear |
| 2   | 15 augustus 2005  | Free Goat               |
| 3   | 22 augustus 2005  | Good Sh#t Lollipop      |
| 4   | 29 augustus 2005  | Fashion of the Christ   |
| 5   | 5 september 2005  | Lude Awakening          |
| 6   | 12 september 2005 | Dead In The Nethers     |
| 7   | 19 september 2005 | Higher Education        |
| 8   | 26 september 2005 | The Punishment Light    |
| 9   | 3 oktober 2005    | The Punishment Lighter  |
| 10  | 10 oktober 2005   | The Godmother           |

## Seizoen 2
| Nr. | Uitzenddatum VS   | Titel aflevering           |
| --- | ----------------- | -------------------------- |
| 1   | 14 augustus 2006  | Corn Snake                 |
| 2   | 21 augustus 2006  | Cooking With Jesus         |
| 3   | 28 augustus 2006  | Last Tango In Agrestic     |
| 4   | 4 september 2006  | A.K.A. The Plant           |
| 5   | 11 september 2006 | Mrs. Botwin's Neighborhood |
| 6   | 18 september 2006 | Crush Girl Love Panic      |
| 7   | 25 september 2006 | Must Find Toes             |
| 8   | 2 oktober 2006    | MILF Money                 |
| 9   | 9 oktober 2006    | Bash                       |
| 10  | 16 oktober 2006   | Mile Deep and A Foot Wide  |
| 11  | 23 oktober 2006   | Yeah, Just Like Tomatoes   |
| 12  | 30 oktober 2006   | Pittsburgh                 |

## Seizoen 3
| Nr. | Uitzenddatum VS   | Titel aflevering                                                   |
| --- | ----------------- | ------------------------------------------------------------------ |
| 1   | 13 augustus 2007  | Doing The Backstroke                                               |
| 2   | 20 augustus 2007  | A Pool and His Money (aka What Don't You Understand About Comedy?) |
| 3   | 27 augustus 2007  | The Brick Dance                                                    |
| 4   | 3 september 2007  | Shit Highway                                                       |
| 5   | 10 september 2007 | Bill Sussman                                                       |
| 6   | 17 september 2007 | Grasshopper                                                        |
| 7   | 24 september 2007 | He Taught Me How to Drive By                                       |
| 8   | 1 oktober 2007    | The Two Mrs. Scottsons                                             |
| 9   | 8 oktober 2007    | Release the Hounds                                                 |
| 10  | 15 oktober 2007   | Roy Till Called                                                    |
| 11  | 22 oktober 2007   | Cankles                                                            |
| 12  | 29 oktober 2007   | The Dark Time                                                      |
| 13  | 5 november 2007   | Risk                                                               |
| 14  | 12 november 2007  | Protection                                                         |
| 15  | 19 november 2007  | Go                                                                 |

## Seizoen 4
| Nr. | Uitzenddatum VS   | Titel aflevering                                                 |
| --- | ----------------- | ---------------------------------------------------------------- |
| 1   | 16 juni 2008      | Mother Thinks The Birds Are After Her                            |
| 2   | 23 juni 2008      | Lady's a Charm                                                   |
| 3   | 30 juni 2008      | The Whole Blah Damn Thing                                        |
| 4   | 7 juli 2008       | The Three Coolers                                                |
| 5   | 14 juli 2008      | No Man is Pudding                                                |
| 6   | 21 juli 2008      | Excellent Treasures                                              |
| 7   | 28 juli 2008      | Yes I Can                                                        |
| 8   | 4 augustus 2008   | I Am the Table                                                   |
| 9   | 11 augustus 2008  | Little Boats                                                     |
| 10  | 18 augustus 2008  | The Love Circle Overlap                                          |
| 11  | 25 augustus 2008  | Head Cheese                                                      |
| 12  | 8 september 2008  | 'Till We Meet Again                                              |
| 13  | 15 september 2008 | If You Work For a Living, Then Why Do You Kill Yourself Working? |

## Seizoen 5
| Nr. | Uitzenddatum VS  | Titel aflevering        |
| --- | ---------------- | ----------------------- |
| 1   | 8 juni 2009      | Wonderful Wonderful     |
| 2   | 15 juni 2009     | Machetes Up Top         |
| 3   | 22 juni 2009     | Su-Su-Sucio             |
| 4   | 29 juni 2009     | Super Lucky Happy       |
| 5   | 6 juli 2009      | Van Nuys                |
| 6   | 13 juli 2009     | A Modest Proposal       |
| 7   | 20 juli 2009     | Where The Sidewalk Ends |
| 8   | 27 juli 2009     | A Distinctive Horn      |
| 9   | 3 augustus 2009  | Suck 'N' Spit           |
| 10  | 10 augustus 2009 | Perro Insano            |
| 11  | 17 augustus 2009 | Ducks and Tigers        |
| 12  | 24 augustus 2009 | Glue                    |
| 13  | 31 augustus 2009 | All About My Mom        |

## Seizoen 6
| Nr. | Uitzenddatum VS   | Titel aflevering             |
| --- | ----------------- | ---------------------------- |
| 1   | 16 augustus 2010  | Thwack                       |
| 2   | 23 augustus 2010  | Felling and Swamping         |
| 3   | 30 augustus 2010  | A Yippity Sippity            |
| 4   | 13 september 2010 | Bliss                        |
| 5   | 20 september 2010 | Boomerang                    |
| 6   | 27 september 2010 | A Shoe For a Shoe            |
| 7   | 4 oktober 2010    | Pinwheels and Whirligigs     |
| 8   | 11 oktober 2010   | Gentle Puppies               |
| 9   | 18 oktober 2010   | To Moscow, and Quickly       |
| 10  | 25 oktober 2010   | Dear-Born Again              |
| 11  | 1 november 2010   | Viking Pride                 |
| 12  | 8 november 2010   | Fran Tarkenton               |
| 13  | 15 november 2010  | Theoretical Love is Not Dead |

## Seizoen 7
| Nr. | Uitzenddatum VS   | Titel aflevering               |
| --- | ----------------- | ------------------------------ |
| 1   | 27 juni 2011      | Bags                           |
| 2   | 4 juli 2011       | From Trauma Cometh Something   |
| 3   | 11 juli 2011      | Game-Played                    |
| 4   | 18 juli 2011      | A Hole in Her Niqab            |
| 5   | 25 juli 2011      | Fingers Only Meat Banquet      |
| 6   | 1 augustus 2011   | Object Impermanence            |
| 7   | 8 augustus 2011   | Vehement v. Vigorous           |
| 8   | 15 augustus 2011  | Synthetics                     |
| 9   | 22 augustus 2011  | Cats! Cats! Cats!              |
| 10  | 29 augustus 2011  | System Overhead                |
| 11  | 12 september 2011 | Une Mère Que J'aimerais Baiser |
| 12  | 19 september 2011 | Qualitative Spatial Reasoning  |
| 13  | 26 september 2011 | Do Her/Don't Do Her            |

## Seizoen 8
| Nr. | Uitzenddatum VS   | Titel aflevering                     |
| --- | ----------------- | ------------------------------------ |
| 1   | 1 juli 2012       | Messy                                |
| 2   | 8 juli 2012       | A Beam of Sunshine                   |
| 3   | 15 juli 2012      | See Blue and Smell Cheese and Die    |
| 4   | 22 juli 2012      | Only Judy Can Judge                  |
| 5   | 29 juli 2012      | Red in Tooth and Claw                |
| 6   | 5 augustus 2012   | Allosaurus Crush Castle              |
| 7   | 12 augustus 2012  | Unfreeze                             |
| 8   | 19 augustus 2012  | Five Miles From Yetzer Hara          |
| 9   | 26 augustus 2012  | Saplings                             |
| 10  | 2 september 2012  | Threshold                            |
| 11  | 9 september 2012  | God Willing and the Creek Don't Rise |
| 12  | 16 september 2012 | It's Time                            |
| 13  | 16 september 2012 | It's Time                            |